# ダウンタウン・クロッシング駅
ダウンタウン・クロッシング駅（Downtown Crossing Station）は、アメリカ合衆国マサチューセッツ州ボストンダウンタウンにある、マサチューセッツ湾交通局（MBTA）の駅である。DTXと称されることもある。

## 概要
MBTA（地下鉄）のレッドライン・オレンジラインが乗り入れ、MBTAの４つある「ハブ・ステーション」のうちの１つである。乗車数は、MBTAの駅の中ではサウス駅に次いで２番目に多い。地下鉄の他にも、シルバーラインを含む多くのバス路線が接続している。また、パーク・ストリート駅とはウィンター通りコンコースでつながっており、改札に出ることなく乗り換えることができる。

## 歴史
1908年11月30日にメインライン高架鉄道（現 オレンジライン）の駅として開業。当時は北行きホームはサマー駅（Summer）、南行きホームはウィンター駅（Winter）という別々の名称がついていた。これは買い物客を獲得しようとした周辺の商店の対立を収めるための妥協策であり、サマー駅の入り口はサマー通りに、ウィンター駅の出口はウィンター通りに設置された。
1915年４月４日には現在のレッドラインがワシントン駅（Washington）として開業。
MBTA発足後の1967年１月23日にオレンジラインの駅が（サマー駅・ウィンター駅ともあわせて）ワシントン駅に改称。1987年５月３日には、ダウンタウン・クロッシング駅に再度改称された。
2002年７月24日にはシルバーライン（SL5系統）が乗り入れを開始した。

## 構造

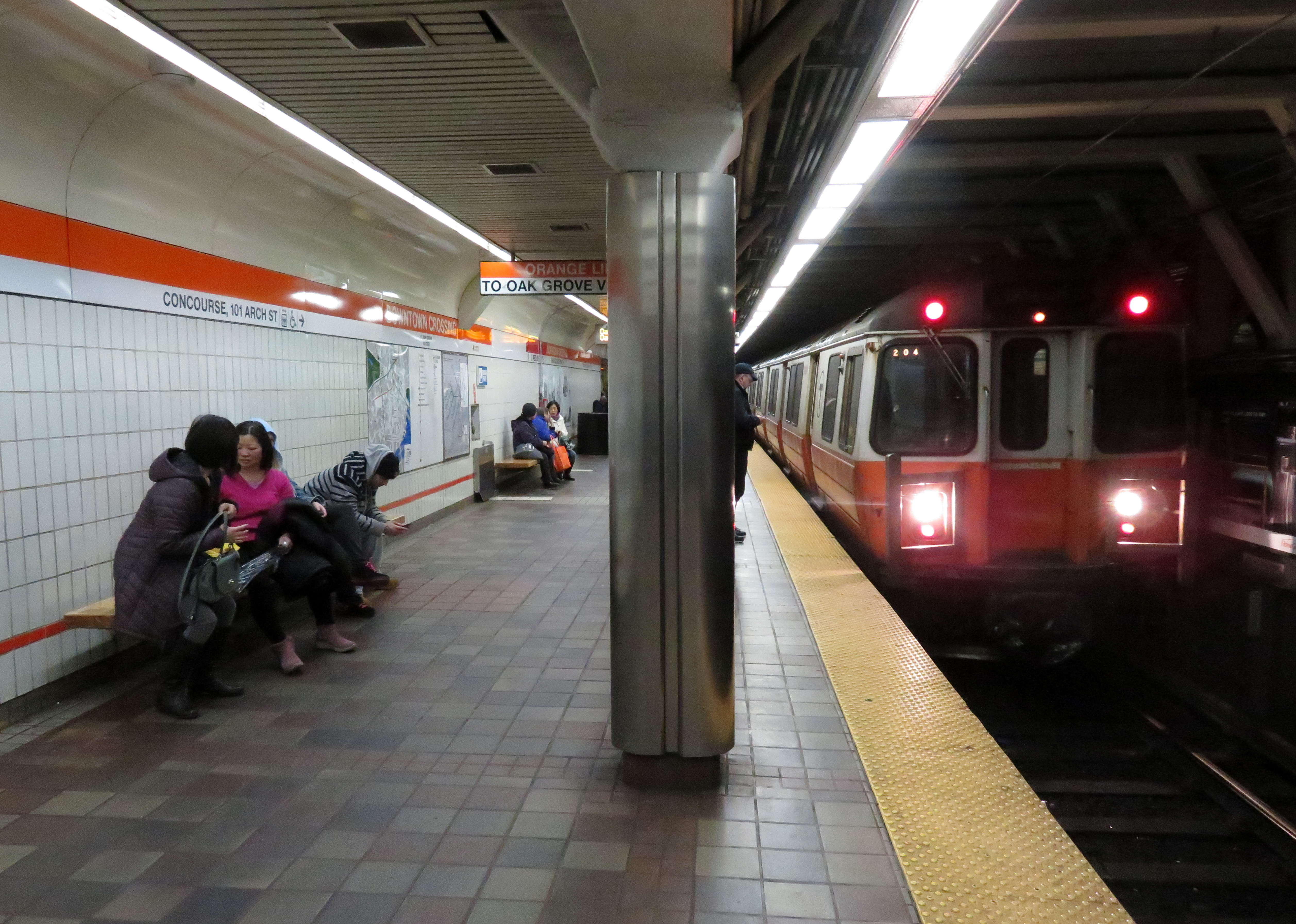
地下１階 オレンジラインのホーム

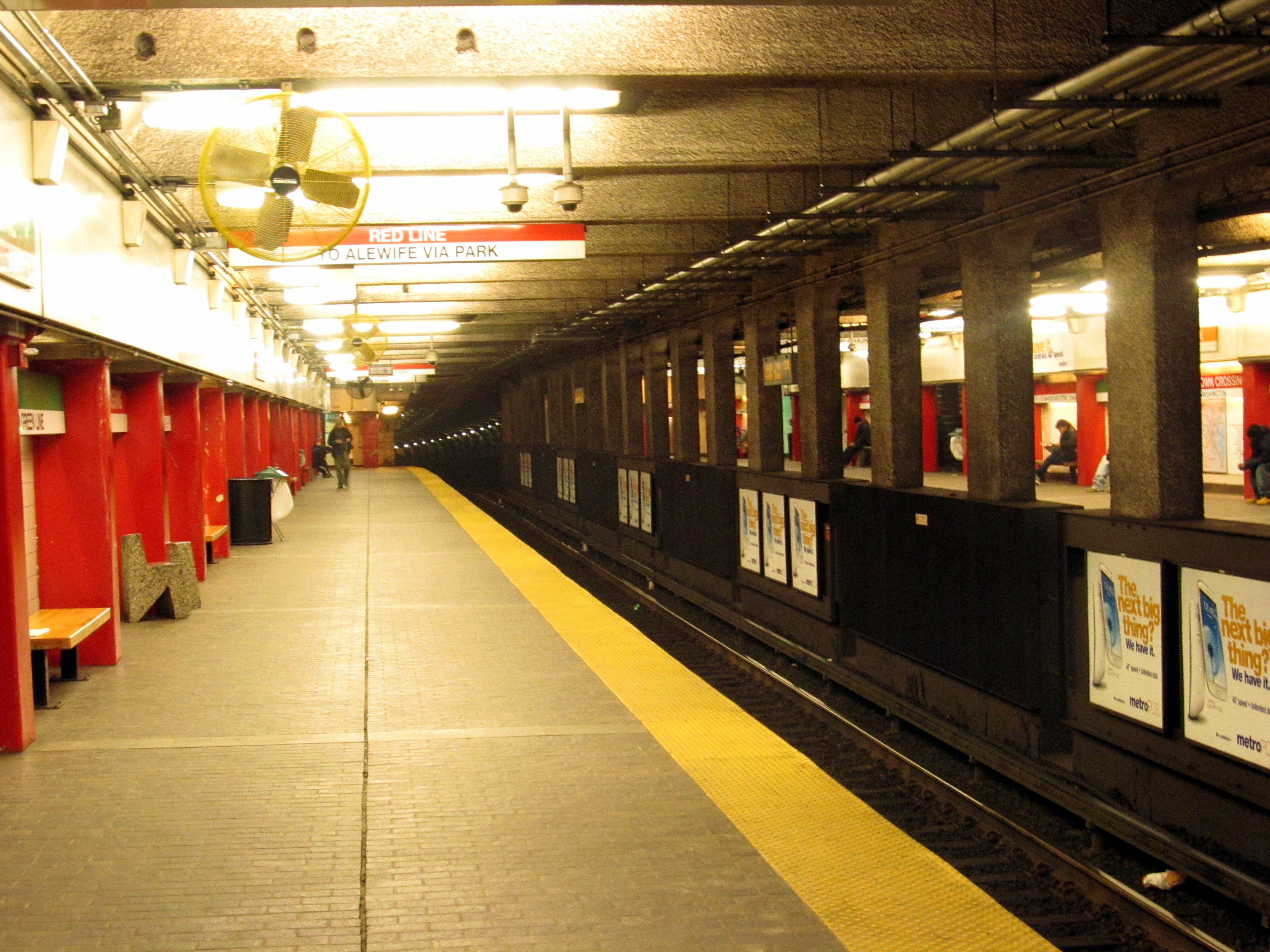
地下2階 レッドラインのホーム

オレンジラインのホームは地下１階に、レッドラインのホームは地下２階に存在する。オレンジライン・レッドラインとも２面２線。シルバーラインを含むバス路線は地上から発車する。

## 隣の駅
マサチューセッツ湾交通局 (MBTA)
■ レッドライン
　　パーク・ストリート駅 - ダウンタウン・クロッシング駅 - サウス駅
■ オレンジライン
　　ステート駅 - ダウンタウン・クロッシング駅 - チャイナタウン駅 (ボストン)

## バス
当駅から乗車できるバスは以下の通り。
　シルバーライン（SL5系統）
　7系統 、501系統 、504系統 、505系統 、553系統、554系統、556系統、558系統